# Ziarnojadek siwy
Ziarnojadek siwy (Sporophila plumbea) – gatunek małego ptaka z rodziny tanagrowatych (Thraupidae). Występuje w środkowej i północnej części Ameryki Południowej. Nie jest zagrożony.

## Systematyka
Gatunek ten jako pierwszy opisał Maximilian zu Wied-Neuwied w 1830 roku. Holotyp pochodził z Campo Geral we wschodniej Brazylii. Wyróżnia się 3 podgatunki: S. p. colombiana (Sharpe, 1888), S. p. whiteleyana (Sharpe, 1888) i S. p. plumbea (zu Wied-Neuwied, 1830). Populację z południowo-wschodniej Brazylii, uznawaną dotąd za ziarnojadka siwego, wydzielono w 2013 roku jako odrębny gatunek o nazwie S. beltoni (ziarnojadek araukariowy).

## Morfologia
Niewielki ptak o silnym dziobie i czarnych oczach. Samce są szare z białym podbródkiem i jasnoszarym brzuchem, z białymi plamami na skrzydłach. Samice są oliwkowo-brązowe na grzbiecie i płowożółte w spodniej części ciała, nie mają charakterystycznych dla samców białych plam na skrzydłach.
Długość ciała 10,5–11 cm; masa ciała 8,8–12 g.

## Zasięg występowania
Ziarnojadek siwy występuje na znacznych obszarach Brazylii, Boliwii, Gujany, Kolumbii i Wenezueli. Spotykany jest także w skrajnie północno-wschodniej Argentynie, skrajnie południowo-wschodnim Peru, wschodnim Paragwaju, Surinamie i Gujanie Francuskiej. Występuje do wysokości 1500 m n.p.m. Jest gatunkiem osiadłym.
Poszczególne podgatunki zamieszkują:
- S. p. colombiana – północna Kolumbia
- S. p. whiteleyana	– wschodnia Kolumbia, Wenezuela, region Gujana i północna Brazylia
- S. p. plumbea – środkowa i południowa Brazylia, południowo-wschodnie Peru, północna Boliwia, Paragwaj i północno-wschodnia Argentyna

## Ekologia
Jego głównym habitatem są rozległe łąki z wysoką roślinnością, często w sąsiedztwie wody. Często tworzy stada z innymi gatunkami ziarnojadków. Żywi się ziarnami traw.

## Status i ochrona
W Czerwonej księdze gatunków zagrożonych IUCN ziarnojadek siwy od 1988 roku klasyfikowany jest jako gatunek najmniejszej troski (LC, Least Concern). Liczebność populacji nie została oszacowana, ale ptak ten opisywany jest jako nieliczny i rozmieszczony plamowo. Ze względu na brak widocznych zagrożeń organizacja BirdLife International uznaje trend liczebności populacji za stabilny.
Jedyną ostoją ptaków IBA, w której występuje ten gatunek, jest według BirdLife International South Central Rupununi w Gujanie.